# Цвіжин
Цві́жин — село в Україні, у Лука-Мелешківській сільській громаді Вінницького району Вінницької області.

## Історія
Під час другого голодомору у 1932–1933 роках, проведеного радянською владою, загинуло 33 особи.

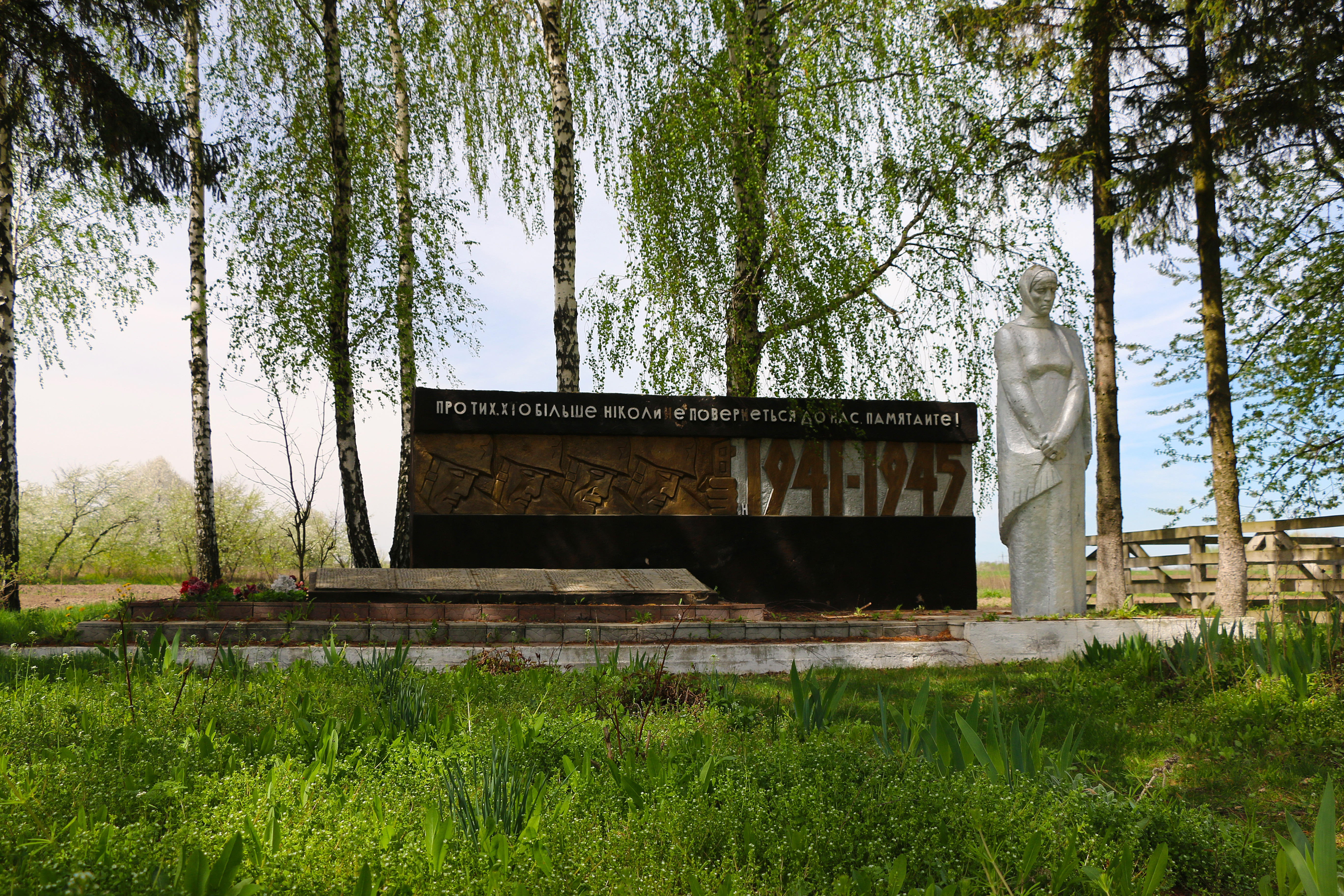
Пам'ятник воїнам-односельчанам

## Населення

### Мова
Розподіл населення за рідною мовою за даними перепису 2001 року:
| Мова       | Кількість | Відсоток |
| ---------- | --------- | -------- |
| українська | 234       | 100%     |

## Постаті
- Воронін Прохір Данилович (1885–1940) — український письменник